# Пугаев, Пётр Васильевич
Пётр Васи́льевич Пуга́ев (1903—?) — советский военачальник, гвардии полковник, исполнял обязанности командира 12-й Кубанской казачьей кавалерийской дивизии в период Битвы за Кавказ.

## Биография
Родился в 1903 году. Русский.
В 1917 году в возрасте 14 лет вступил в Красную гвардию. С 1918 года в рядах Красной Армии участвовал в Гражданской войне.
С 1919 году вступил в РКП(б).
В межвоенный период занимал различные командные и начальствующие должности в Красной Армии. Участник боёв у озера Хасан.  До 19 июля 1940 в звании капитана был заместителем по материально-техническому обеспечению командира 53-го кавалерийского полка 16-й кавалерийской дивизии.
В начале Великой Отечественной войны в Краснодарском крае развернулось патриотическое движение кубанских казаков. 23 августа 1941 года в Северо-Кавказском военном округе были образованы 1-я, 2-я и 3-я Кубанские казачьи добровольческие кавалерийские дивизии, основу которых составили казаки непризывных возрастов. Кадровый командир майор Пугаев был назначен командиром одного из полков 2-й кавалерийской дивизии. 1 января 1942 года добровольческие кубанские казачьи кавалерийские дивизии вошли в состав 17-го Кубанского казачьего кавалерийского корпуса, командиром которого был назначен старый первоконник генерал Малеев. 26 января 1942 год 2-я дивизия была переименована в 12-ю, а полк, соответственно, в 19-й. После завершения периода сколачивания частей и боевой учёбы корпус, а вместе с ним и полк Пугаева оборонял побережье Азовского моря в составе Северо-Кавказского военного округа, с 21 апреля 1942 — Северо-Кавказского направления — Северо-Кавказского фронта. Советское командование решает укрепить командный состав 17-го кавалерийского корпуса, и 10 июня 1942 года его назначается известный кавалерийский военачальник Н. Я. Кириченко, а командиром 12-й кавалерийской дивизии 2 мая 1942 — полковник И. В. Тутаринов.
В конце июля 1942 года обстановка на южном крыле советско-германского фронта резко осложнилась, 23 июля немецко-фашистские войска заняли Ростов-на-Дону и захватили плацдармы на реке Дон. Обескровленные в предыдущих боях войска Южного фронта с трудом сдерживали их продвижение. В связи с этим командующий Северо-Кавказским фронтом Маршал Советского Союза С. М. Будённый принял решение снять 17-й кавалерийский корпус с обороны азовского побережья и приказал ему занять оборону по рубежу рек Ея и Куго-Ея. 19-й кавалерийский полк Пугаева в составе 12-й кавалерийской дивизии оборонял станицу Шкуринскую. За отличия в этих боях майор Пугаев был представлен командиром дивизии полковником Тутариновым к ордену «Красное Знамя», и приказом войскам Северо-Кавказского фронта от 29 августа 1942 года был им награждён. 3 августа 1942 года 17-й кавалерийский корпус по приказу высшего командования оставил занимаемый рубеж и был переброшен на майкопское направление. Здесь он принимает участие в Армавиро-Майкопской оборонительной операции. За стойкость, высокую дисциплину, организованность и героизм личного состава 27 августа 1942 года 17-й кавалерийский корпус был преобразован в 4-й гвардейский, 12-я кавалерийская дивизия — в 9-ю гвардейскую, а 19-й кавалерийский полк Пугаева — в 32-й гвардейский. В августе 1942 года Пугаев временно исполняет обязанности командира дивизии, а затем вновь принимает свой гвардейский полк, ему присваивается звание гвардии подполковника.
Во второй половине сентября 1942 года 4-й гвардейский кавалерийский корпус перебрасывается по железной дороге в район Гудермес — Шелковская в Северную группу войск Закавказского фронта для совершения рейдовых операций по тылам противникав направлении Элисты. В октябре — декабре 1942 года он ведёт тяжёлые бои в районе Ачикулака. Несмотря на то, что задача, поставленная корпусу, была выполнена не полностью, противнику был нанесён большой урон. Корпус оттянул значительную часть вражеских сил, предназначенных для прорыва к Орджоникидзе и далее к бакинской нефти и таким образом значительно облегчил задачи наших войск в Моздок-Малгобекской оборонительной операции. В этих боях Пугаев также ярко отличился. 18 декабря 1942 года, будучи ранен, он не покинул свой полк, пока тот не вышел из окружения. 12 февраля 1943 года он был представлен командиром дивизии генерал-майором Тутариновым ко второму ордену «Красное Знамя». Приказом войскам Южного фронта от 27 февраля 1943 года гвардии подполковник Пугаев был награждён орденом Александра Невского.

## Награды
- 2 ордена Красного Знамени (29.08.1942[4], 1944)
- орден Александра Невского (СССР) (27.02.1943[7])
- 2 ордена Отечественной войны I степени (22.09.1945, 6.04.1985[8])
- медаль «За оборону Москвы»
- медаль «За оборону Кавказа»
- медаль «За победу над Японией»
- медаль «XX лет Рабоче-Крестьянской Красной Армии» (22.02.1938)
- другие ордена и медали